# Jack Parsons
John Whiteside Parsons (născut Marvel Whiteside Parsons; n.  ?) a fost un inginer american de rachete, chimist și ocultist thelemit. Parsons a fost unul dintre principalii fondatori ai JPL și Aerojet. El a inventat primul motor de rachetă care folosea un propulsor de rachetă compozit, turnabil și a fost pionier în dezvoltarea atât a rachetelor cu combustibil lichid, cât și a celor cu combustibil solid.
Parsons a crescut în Pasadena, California. A început experimente de amatori cu rachete împreună cu prietenul de școală Edward Forman în 1928. Parsons a fost admis la Universitatea Stanford, dar a părăsit universitatea înainte de absolvire din cauza dificultăților financiare din timpul Marei Crize Economice. În 1934, Parsons, Forman și Frank Malina au format Grupul de Cercetare a Rachetelor Guggenheim Aeronautical Laboratory (GALCIT), afiliat Caltech, cu sprijinul președintelui GALCIT, Theodore von Kármán. Grupul a lucrat la Decolarea Asistată de Jet (JATO) pentru armata SUA și a fondat Aerojet în 1942 pentru a dezvolta și vinde tehnologia JATO în timpul celui de-al Doilea Război Mondial. Grupul de Cercetare a Rachetelor GALCIT a devenit JPL în 1943.
În 1939, Parsons s-a convertit la Thelema, o mișcare religioasă fondată de ocultistul englez Aleister Crowley. Parsons și prima sa soție, Helen Northrup, s-au alăturat Ordo Templi Orientis (O.T.O.) al lui Crowley; a devenit liderul filialei O.T.O. din California în 1942. Istoricii ezoterismului occidental îl citează ca o figură proeminentă în propagarea ocultimsului Thelema în America de Nord. Parsons a fost concediat de la JPL și Aerojet în 1944, din cauza ocultismului și a practicilor sale de laborator periculoase. În 1945, a divorțat de soția sa Helen Parsons Smith. În 1946, s-a căsătorit cu Marjorie Cameron. La scurt timp după aceea, L. Ron Hubbard l-a defraudat pe Parsons și l-a deposedat economiile de-o viață.
Parsons a lucrat ca expert în explozibili la sfârșitul anilor 1940, dar cariera sa în domeniul rachetelor s-a încheiat din cauza acuzațiilor de spionaj și a tendinței crescânde a McCarthyismului. Parsons a decedat la 37 de ani într-o explozie într-un laborator casnic în 1952; moartea sa a fost oficial declarată accidentală, dar mulți dintre asociații săi au suspectat sinucidere sau crimă. Cu toate că a fost necunoscut publicului în timpul vieții sale, Parsons este acum recunoscut pentru inovațiile sale în ingineria rachetelor, pentru susținerea explorării spațiului și a zborurilor spațiale umane și ca o figură importantă în istoria programului spațial american. A fost subiectul mai multor biografii și portretizări fictive.